# سلمندر عملاق صيني

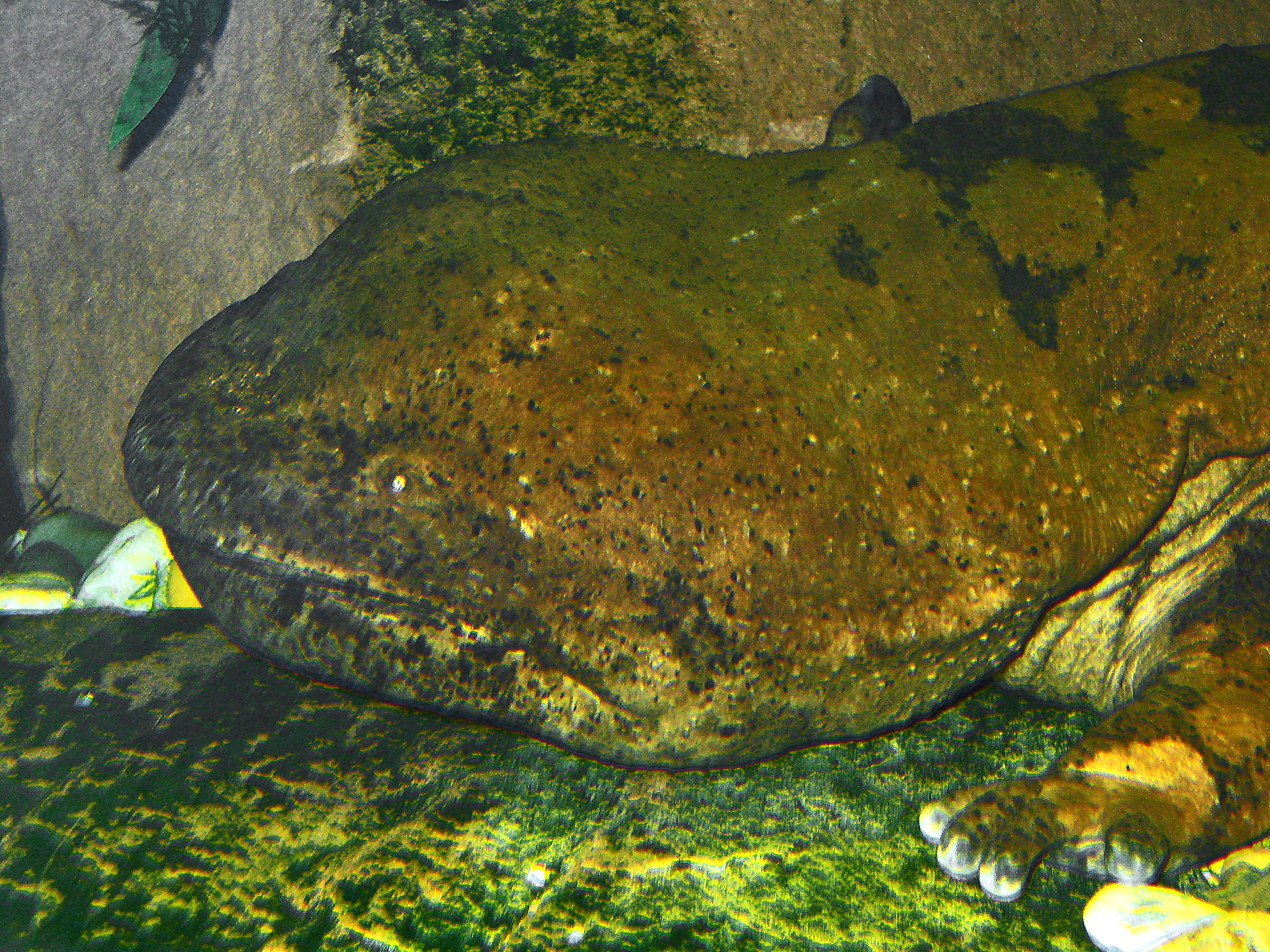
عمره 30 سنة

سلمندر عملاق صيني (Andrias davidianus) هو أكبر سلمندر في العالم حيث يصل طوله إلى 180 سم (6 أقدام)، إلا أنه من النادر أن تجد أحدهم يصل لهذا الحجم هذه الأيام. موطنه في جبل صخري بين الجداول والبحيرات بالصين، يعتبر مهددة بالانقراض بسبب فقدان الموئل، والتلوث، وصيده، كما يعتبر وجبة شهية ويستخدم في الطب الصيني التقليدي.